# Drejby
Drejby er en klynge på 8 små statshusmandssteder samt et aftægtshus. Jorden blev udstykket fra Kegnæsgård ved jordreformen i 1920, og de er på ca. 12 td land. Drejby ligger umiddelbart før Drejet, dvs. dæmningen der forbinder Kegnæs med Als.